# Verdrag van Meerssen

Opdeling van het in Verdun gecreëerde Middenrijk. De nieuwe grens liep langs de Maas, Ourthe, Moezel, Saône en Rhône.

Het Verdrag van Meerssen of Conventus apud Marsnam (Latijn) is genoemd naar de plaats Meerssen bij Maastricht en dateert uit 870. In het document is een stadium in de deling van het Frankische Rijk vastgelegd zoals de drie zonen van Lodewijk de Vrome na onderhandelingen overeen waren gekomen. Het rijk (hertogdom Lotharingen en vrijgraafschap Bourgondië en Transjuranië) van Lotharius II, de in 869 overleden tweede zoon van Lotharius I, werd hierbij verdeeld tussen zijn ooms de West-Frankische koning Karel de Kale en het Oost-Frankische koning Lodewijk de Duitser.

## Voorgeschiedenis
Na het overlijden in 840 van keizer Lodewijk de Vrome moest het grote Karolingische rijk worden verdeeld onder zijn drie zonen die door hem in 817 middels het document Ordinatio Imperii als opvolgers waren aangewezen. Ze hadden er al bij leven van hun vader over gevochten en kwamen in augustus 843 tot een verdeling die ze in het Verdrag van Verdun vastlegden. Het centrale deel, Midden-Francië met Italië viel toe aan Lotharius I, die ook de keizerstitel behield. Het was een door zijn vorm moeilijk te regeren land. Het bestond uit Friesland van Zwin tot Wezer en de strook begrensd door Schelde, Maas en Rijn. Het was over de gehele lengte min of meer even breed en reikte tot aan de Middellandse Zee.
In het Verdrag van Prüm (855) verdeelde Lotharius I zijn middenrijk tussen zijn drie zonen.
- Lodewijk II (825-875) kreeg als oudste zoon Italië en de keizerstitel.
- Hij gaf Lotharingen, zijn deel van Frisia en het noordelijk deel van Bourgondië aan zijn tweede zoon Lotharius II (835-869).
- Zijn jongste zoon Karel (845-863) kreeg het grootste deel van Bourgondië en de Provence

Na Karels dood ging bijna alles naar Lodewijk II, behalve de graafschappen van Lyon, Vienne en Vivarais gingen naar Lotharius II.

## Verdrag
Doordat de aartsbisschop Hincmar van Reims een echtscheiding blokkeerde van zijn kinderloze huwelijk, was Lotharius II in 869 zonder wettige kinderen gestorven. Zijn ooms Karel de Kale en Lodewijk de Duitser, respectievelijk de koningen van West- en Oost-Francië, eigenden zich de nalatenschap toe. Ze profiteerden van de feitelijke afwezigheid van de wettige erfgenaam, de broer van Lotharius, de Rooms-keizer Lodewijk II van Italië. Lodewijk was op veldtocht tegen het Emiraat Bari. Ondanks protest en de steun van paus Adrianus II, zou hij zijn rechten over het Middenrijk nooit kunnen uitoefenen.
Karel de Kale was het gebied onmiddellijk na de dood van Lotharius II binnengevallen. Hierop had zijn broer Lodewijk de Duitser hetzelfde gedaan. Niet ver van Meerssen sloten ze een vredesverdrag. In het noordelijke deel (Lotharingen en Frisia) werd de grens tussen het Franse en Duitse koninkrijk gevormd door de loop van de rivieren de Maas, de Ourthe, de Our, de Sûre en de Moezel. Bourgondië werd aangesloten bij het Duitse Rijk.

## Naamgeving
Meerssen was de palts waar Lodewijk de Duitser tijdens de onderhandelingen verbleef. Karel had zijn hoofdkwartier in de palts Herstal bij Luik. Het verdrag werd gesloten in een plaats halverwege beide paltsen, waarschijnlijk in Haspide (of Aspide), het latere Eijsden aan de Maas.

## Verder verloop
Het verdrag van Meerssen hield niet lang stand. Na de dood van Lodewijk de Duitser (876) probeerde Karel de Kale het oostelijk deel van het Middenrijk in te palmen. In de Slag bij Andernach werd zijn leger echter verslagen door de zoon van Lodewijk, Lodewijk III de Jonge. In 878 werden de diverse verdragen nog geratificeerd in 's-Gravenvoeren met het Verdrag van Voeren, maar de dood van Karel de Kale gooide de strijd terug open. Nu was het Lodewijk de Jonge die westelijk Lotharingen binnenviel, en dit met blijvend succes bekroond zag door het Verdrag van Ribemont (880). Hierdoor verschoof de grens westwaarts en vormde de Schelde en de delta daarvan op de linkeroever de nieuwe scheiding tussen oost en west.

## Tekst
De Latijnse, Engelse of Duitse tekst van het Conventus apud Marsnam is in verschillende bronnenverzamelingen gepubliceerd:
- G.H. Pertz, 'Regum Francorum, imperatorum, divisio imperio capitularia' in: Monumenta Germaniae Historiae (MGH), LL, Capitularia regum Francorum (Hannover, 1835, en www.dmgh.de), nr. 227, p. 516-517.
- R. Rau, Quellen zur karolingischen Reichsgeschichte (Berlijn, 1968-1969), dl. 2, p. 208-212.
- J.L. Nelson, The annals of St-Bertin (Manchester, 1991), p. 168-169.
- Martin Bouquet, Recueil des historiens des Gaules et de la France, vol. VII, p. 603-606 - Lees op archive.org